# Веселий (Котельніковський район)
Веселий (рос. Весёлый) — хутір у Котельніковському районі Волгоградської області Російської Федерації.
Населення становить 848  осіб. Входить до складу муніципального утворення Верхнекурмоярське сільське поселення.

## Історія
Хутір розташований у межах українського історичного та культурного регіону Жовтий Клин.
Згідно із законом від 14 березня 2005 року № 1028-ОД органом місцевого самоврядування є Верхнекурмоярське сільське поселення.

## Населення
| 2010 | 2012 | 2013 | 2014 | 2015 | 2016 | 2017 |
| ---- | ---- | ---- | ---- | ---- | ---- | ---- |
| 922  | ↘898 | ↘885 | ↘868 | ↘866 | ↘854 | ↘848 |